# Bisdom Bunia

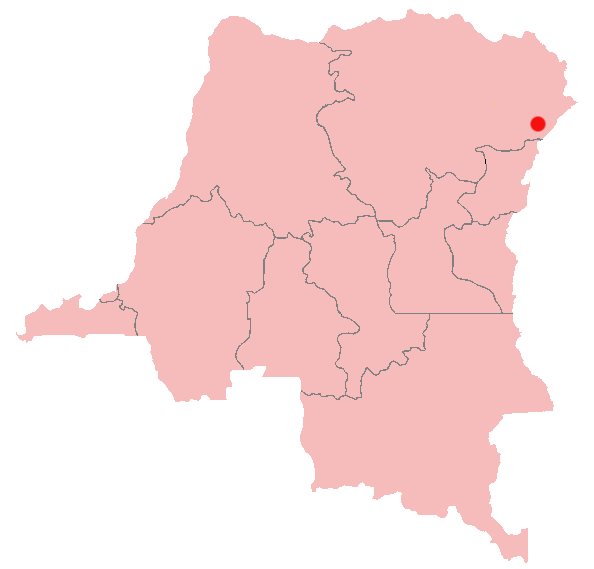
Bunia in Congo

Het bisdom Bunia (Latijn: Dioecesis Buniaensis) is een rooms-katholiek bisdom in Congo-Kinshasa met als zetel Bunia. Het is een suffragaan bisdom van het aartsbisdom Kisangani en werd opgericht in 1959. 
In 2020 telde het bisdom 17 parochies. Het bisdom heeft een oppervlakte van 22.470 km² en telde in 2020 1.155.000 inwoners waarvan 52,9% rooms-katholiek was. 

## BDOM
Het diocesaan bureau voor medische werken (BDOM) zet zich in voor de strijd tegen endemische ziekten en ondersteunt de medische en sanitaire structuren van de streek, die door oorlog wordt verdeeld. Zuster Jeanne-Cécile Nyamungu coördineert als arts dit bureau.

## Geschiedenis
Het bisdom is ontstaan uit het in 1922 opgerichte apostolische prefectuur van Albertmeer. In 1933 werd het verheven naar een apostolisch vicariaat. Onder de leiding van bisschop Alfons Matthysen, M. Afr. namen de missiewerken een sterke uitbreiding: van vier missieposten met 8.330 christenen tot acht missieposten met 25.000 christenen in 1933. Er werd ook een kleinseminarie gesticht, dat in 1933 tachtig leerlingen had. Te Fataki werd een ziekenhuis opgericht, in Kilo een moederheil. In 1959 werd het bisdom Bunia opgericht en de eerste bisschop was Alfons Matthysen. 

## Bisschoppen
- Alfons Joseph Matthysen, M. Afr. (1959-1963)
- Gabriel Ukec (1964-1984)
- Léonard Dhejju (1984-2002)
- Dieudonné Uringi Uuci (2005- )

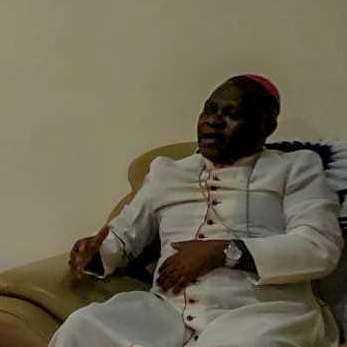
Dieudonné Uringi Uuci